# 18. April (dokumentarfilm)
18. April er en dansk dokumentarfilm fra 1947 instrueret af Poul Meyer.